# メルボルン市電X形電車
X形は、オーストラリア・メルボルンの路面電車であるメルボルン市電に導入された電車の形式。アメリカ合衆国で製造された、省力化や安全性強化を図ったバーニーカーと呼ばれる車種の1つである。

## 概要
バーニーカーは、アメリカ合衆国で1910年代に開発された、コスト削減や安全性の強化を重視した設計の路面電車車両である。アメリカやカナダなど北米各地で多数の車両が導入され、高頻度のワンマン運転による省力化に貢献したバーニーカーはオーストラリアでも注目を集め、各地の路面電車路線へ導入するため1923年製造の8両が翌1924年に輸入され、そのうち2両は「217」および「218」と言う形式名がつけられた上でメルボルン市電で使用される事となった。これがX形である。
バーニーカーの基本設計は高頻度運転を前提とした小型の2軸車となっており、X形も全長約8.5 m（28 ft）、定員50人という小型車両で、短距離系統や深夜系統などで重点的に使用された。また、それまでの車両と異なりX形は車掌が搭乗しないワンマン運転を実施していた。製造メーカーは車両によって異なり、217はブリル製の車体やゼネラル・エレクトリック製の主電動機、218はセントルイス・カー・カンパニー製の車体やウェスティングハウス・エレクトリック製の主電動機が用いられた。
両車とも1924年から営業運転を開始し、前述の系統での運用に用いられた。その中で省力化への貢献や性能の良さが評価された一方、乗降扉が1箇所しかなく扉付近が混雑する事、座席が木製であるため乗り心地が悪い事などの課題も指摘されたため、当時メルボルン市電を運営していたメルボルン都市圏路面電車委員会（Melbourne and Metropolitan Tramways Board、MMTB）では1920年代後半以降自社工場でこれらのバーニーカーを改良した2軸車（X1形、X2形）の生産に取り掛かった。
その後、短距離系統からの撤退に加えてモータリーゼーションの進展により深夜系統がバスへ置き換えられた事により、余剰となったX形は1957年に運用を離脱し、翌1958年までに廃車された。以降、2両は以下の経緯を辿っている。
- 217 - 1957年に廃車後オーストラリア電気牽引協会（Australian Electric Traction Association、AETA）に譲渡された後、1963年にメルボルン路面電車博物館協会（Tramway Museum Society）へ所有権が移管され、動態復元が実施された。その後1992年以降はビクトリア州政府へ長期の貸し出しが行われており、2020年現在は静態保存が実施されている[1][4][6]。
- 218 - 廃車後、メルボルン市内のビクトリアン聾学校（英語版）（Victorian School for Deaf Children）へ譲渡されたが、老朽化が進んだことで1969年に解体され、その際に生じた部品は217の動態復元に活かされた[4][5]。